# UJ25型电位差计
UJ25型电位差计是一种高电势电位差计，测量上限为1.911110伏，准确度为0.01级，工作电流0.1毫安，外形尺寸为450×300×150mm。该型电位差计面板上方有12个接线柱。左下角有功能转换开关，标有「粗」「细」「短路」的三个按钮是检流计的控制开关。